# Dalmatski jezik
Dalmatski jezik (ISO 639-3: dlm) danas je izumrli jezik koji se govorio na obalnom prostoru današnje Hrvatske i Crne Gore. Ovaj jezik je specifičan po tome što se zna točan trenutak njegova nestanka, a to je 10. lipnja 1898. kada je poginuo zadnji govornik ovog jezika Tuone Udaina.
Pripadao je skupini italo-dalmatskih jezika, šire zapadnoitalske skupine.

## Dalmatinski i dalmatski
Izraz „dalmatski jezik” uobičajen je naziv za ovaj jezik u hrvatskoj terminologiji i ne smije se miješati s dalmatinskim. Pod dalmatinskim jezikom tj. dijalektom ili skupom dijalekata smatraju se razne govorne inačice hrvatskog jezika koji spada pod slavenske jezike. Dalmatski jezik je romanski govor koji je nastao od latinskog jezika i koji se govorio na istočnoj jadranskoj obali, tako da dalmatinski i dalmatski nisu blisko srodni (naravno, slavenski i romanski jezici dijele zajedničkog pretka, obje skupine pripadaju indoeuropskim jezicima). 

## Povijest i govorno područje
Dalmatski jezik nastao je u srednjem vijeku u izravnom nastavljanju govornoga latinskoga u tadašnjoj romaniziranoj Dalmaciji, a nastao je spontano kao i ostali romanski jezici. Ovaj jezik nije bio korišten u službene svrhe, osim ponekad u Dubrovniku gdje se koristio u bilježničkim ispravama. U to vrijeme književni i najviše korišteni jezik bio je latinski. Najstariji tekstovi na ovom jeziku su iz 13. stoljeća, a pisani su raguškim (dubrovačkim) dijalektom.
Prodiranjem slavenskog hrvatskog jezika, a kasnije i venecijanskog te talijanskog, dalmatski se govorni jezik postupno gasi. Smatra se da je prvo nestala zadarska inačica ovog govora.
Govornici dalmatskog jezika živjeli su u obalnim gradovima današnje Hrvatske (Zadar, Trogir, Split, Dubrovnik) i Crne Gore (Kotor), te na današnjim hrvatskim otocima Krku, Cresu i Rabu. Najpoznatiji dijalekti dalmatskog jezika bili su veljotski (viklasun) s otoka Krka (Veglia), raguški koji se nekoć govorio u Dubrovniku (Ragusa) i dijalekt koji se govorio u Zadru (Jadera).
Zadnji govornik dalmatskog jezika (veljotskog dijalekta) bio je Tuone Udaina koji je 1898. poginuo od mine. Na temelju njegovog poznavanja tog jezika, austrougarski jezikoslovac Matteo Bartoli koji ga je posjetio 1897. napisao je rad o dalmatskom jeziku u kojem je zabilježeno oko 2800 riječi, te priče i događaji iz Udainovog života. Ovo djelo izvorno je napisano na talijanskom jeziku, a objavljeno je na njemačkom 1906. godine.
Raguški dijalekt koji se koristio u Dubrovačkoj Republici bio je već u 14. stoljeću pod velikim venecijanskim utjecajem, da bi još i nakon većeg širenja hrvatskog jezika ovaj dijalekt izumro u 16. stoljeću.

## Primjer jezika
Ovo je primjer molitve „Oče naš” na latinskom, dalmatskom, talijanskom, istrorumunjskom i rumunjskom jeziku.
| Latinski                                        | Dalmatski                                                 | Talijanski                                             | Istrorumunjski                                    | Rumunjski                                                |
| ----------------------------------------------- | --------------------------------------------------------- | ------------------------------------------------------ | ------------------------------------------------- | -------------------------------------------------------- |
| Pater noster, qui es in caelis:                 | Tuota nuester, che te sante intel sil,                    | Padre nostro, che sei nei cieli,                       | Ciace nostru car le şti en cer,                   | Tatăl nostru care eşti în ceruri,                        |
| sanctificetur Nomen Tuum;                       | sait santificuot el naun to.                              | sia santificato il tuo nome.                           | neca se sveta nomelu teu.                         | sfinţească-se numele tău.                                |
| adveniat Regnum Tuum;                           | Vigna el raigno to.                                       | Venga il tuo regno.                                    | Neca venire craliestvo to.                        | Vie împărăţia ta.                                        |
| fiat voluntas Tua, sicut in caelo, et in terra. | Sait fuot la voluntuot toa, coisa in sil, coisa in tiara. | Sia fatta la tua volontà, come in cielo così in terra. | Neca fie volia ta, cum en cer, aşa şi pre pemânt. | Facă-se voia ta, precum în cer, aşa şi pe pământ.        |
| Panem nostrum cotidianum da nobis hodie;        | Duote costa dai el pun nuester cotidiun.                  | Dacci oggi il nostro pane quotidiano                   | Pera nostre saca zi de nam astez.                 | Pâinea noastră cea de toate zilele, dă-ne-o nouă astăzi. |
| et dimitte nobis debita nostra,                 | E remetiaj le nuestre debete,                             | E rimetti a noi i nostri debiti,                       | Odproste nam dutzan,                              | şi ne iartă nouă păcatele noastre,                       |
| Sicut et nos dimittimus debitoribus nostris;    | coisa nojiltri remetiaime a i nuestri debetuar.           | come noi li rimettiamo ai nostri debitori.             | ca şi noi odprostim a lu nostri dutznici.         | precum şi noi le iertăm greşiţilor noştri.               |
| et ne nos inducas in tentationem;               | E naun ne menur in tentatiaun,                            | E non ci indurre in tentazione,                        | Neca nu na tu vezi en napastovanie,               | Şi nu ne duce pe noi în ispită,                          |
| sed libera nos a Malo.                          | miu deleberiajne dal mal.                                 | ma liberaci dal male.                                  | neca na zbăveşte de zvaca slabe.                  | ci ne mântuieşte de cel rău.                             |

## Slični članci
- Gramatika dalmatskog jezika

## Vanjske poveznice
- Ethnologue (14th)
- Ethnologue (16th)
- The Dalmatian Language
- Stranica o dalmatskom jeziku
- E-knjiga za učenje dalmatskog jezika za početnike s ilustracijama
- Stranica o dalmatskom jeziku na hrvatskom , s riječnikom